# Осикувате (Катеринівська сільська громада)
Осикува́те — село в Україні, у Катеринівській сільській громаді Кропивницького району Кіровоградської області. Населення становить 194 особи.
Через село протікає річка Осикувата.

## Історія
Станом на 1886 рік у колишньому власницькому селі Володимирської волості Єлисаветградського повіту Херсонської губернії мешкало 525 осіб, налічувалось 100 дворових господарств.
За даними 1894 року у селі Осикувате (Шатова, Ставровича) мешкало 719 осіб (359 чоловічої статі та 360 — жіночої), налічувалось 137 дворових господарств, існували православний молитовний будинок й лавка.
За переписом 1897 року кількість мешканців зменшилась до 690 осіб (350 чоловічої статі та 340 — жіночої), з яких всі — православної віри.

## Населення
Згідно з переписом УРСР 1989 року чисельність наявного населення села становила 210 осіб, з яких 96 чоловіків та 114 жінок.
За переписом населення України 2001 року в селі мешкали 194 особи.

### Мова
Розподіл населення за рідною мовою за даними перепису 2001 року:
| Мова       | Відсоток |
| ---------- | -------- |
| українська | 90,72 %  |
| російська  | 5,67 %   |
| молдовська | 3,09 %   |
| румунська  | 0,52 %   |